# Jean-Jacques Barthélemy
Jean-Jacques Barthélemy (Cassis, 20 gennaio 1716 – Parigi, 30 aprile 1795) fu uno scrittore, archeologo, numismatico e sacerdote cattolico francese che divenne membro dell' Académie des inscriptions et belles-lettres e dell' Académie française.
Era lo zio di François de Barthélemy, membro monarchico del Direttorio.

## Origine e formazione
Barthélemy iniziò i suoi studi al collegio dell'oratorio a Marsiglia, seguendo i corsi di filosofia e di teologia al collegio gesuita ed infine entrò nel seminario dei lazzaristi.
Durante il suo studio per diventare sacerdote, studio che desiderava fosse completo, pose la sua attenzione alle lingue orientali e fu introdotto dal suo amico marsigliese Félix Cary allo studio delle antichità classiche ed in particolare della numismatica.

## Numismatico
Nel 1744 si recò a Parigi con una lettera di presentazione a Claude Gros de Boze, segretario dell'Académie des inscriptions et belles-lettres e responsabile della collection royale des monnaies et médailles diventando il suo assistente. Nel 1747 è accettato all'Académie des Inscriptions. Nel 1753, alla morte di Gros de Boze gli succede nelle funzioni e vi rimane fino alla Rivoluzione. Nel corso del suo mandato praticamente raddoppia la collezione. Arricchisce il Cabinet di numerose acquisizioni: a questo scopo percorre tutta l'Italia, e visita le rovine di Pompei, Paestum ed Hercolanum. Durante il suo soggiorno a Roma conosce Étienne François il futuro duca di Choiseul.
Nel 1755 accompagnò l'ambasciatore di Francia Étienne François de Choiseul in Italia, dove passò tre anni in ricerche archeologiche. In questo periodo tiene una corrispondenza regolare con il conte de Caylus, il suo collaboratore al Gabinetto delle medaglie. Queste lettere saranno pubblicate postume.
Choiseul aveva una grande stima per Barthélemy, ed al ritorno in Francia, Barthelémy divenne un abituale frequentatore della sua casa, e ricevette attestati significativi dal suo patrono.
Nel 1789, dopo la pubblicazione della sua opera Voyage du jeune Anacharsis en Grèce dans le milieu du IVe siècle, fu eletto membro della Académie française di cui occupò il seggio 19.

## La rivoluzione francese
Nel settembre 1793, durante la Rivoluzione, Barthélemy fu arrestato in quanto aristocratico ed imprigionato per qualche giorno. Immediatamente, il Comitato di salute pubblica, informato subito dalla duchessa di Choiseul del suo arresto, diede l'ordine per la sua liberazione immediata, e nel 1793 fu nominato librario della Bibliothèque Nationale. Barthélemy rifiutò questo incarico e riprese quello precedente di responsabile delle medaglie e monete.
Aumentò ancora la collezione nazionale con diverse acquisizioni di valore.
Essendo stato privato delle sue ricchezze dalla Rivoluzione, morì nelle più grande indigenza.
- Membro dell'Académie des inscriptions et belles-lettres.
- Membro dell'Académie française.

## Anacharsis
Quando era già noto per le sue opere d'erudizione pubblicò nel 1788 il suo Voyage du jeune Anacharsis en Grèce dans le milieu du IVe siècle (Viaggio del giovane Anacarsi in Grecia), che gli procurò la fama per cui fu nominato membro dell'Académie française. Anacarsi, uno dei primi romanzi storici, fu tradotto in italiano da Angelo Fabroni.

## Opere
Oltre al Voyage d'Anarcharsis (ristampato più volte), ha scritto un gran numero di dissertazioni, inserite nelle Memorie dell'Académie des inscriptions o pubblicate a parte:
- le Réflexions sur l'alphabet et la langue de Palmyre, 1754;
- le Réflexions sur quelques monuments phéniciens, 1758;
- l'Explication de la mosaïque de Palestine, 1760.

Lallemand de Sainte-Croix ha curato nel 1798 le sue Œuvres diverses. Villeneuve ha pubblicato nel 1821 la migliore edizione delle sue Œuvres complètes, 4 volumi in-8.
Barthélemy aveva redatto nel 1792 - 1793 delle Mémoires sur sa vie che si trovano all'inizio di diverse edizioni del Voyage d'Anacharsis.